# 쌍살벌아과
쌍살벌아과는 벌목 말벌과에 속한 하위분류이다.

## 쌍살벌
나무껍질로 만든 섬유질로 만든 집에서 단체생활을 한다. 애벌레를 나비애벌레, 각다귀, 나방애벌레, 꽃매미, 꿀벌 등의 작은 곤충을 짓이겨서 만든 고기경단으로 먹여서 키우며, 어른벌레로 월동한다. 천적으로는 장수말벌, 사마귀, 거미 등이 있다.
비행할 때에는 뒷다리를 길게 늘어뜨리고 날아다니는 것이 특징이다. 한국에서는 '바다리'라고도 한다.

## 한국산 쌍살벌
- 왕바다리
- 별쌍살벌
- 어리별쌍살벌
- 두눈박이쌍살벌
- 꼬마쌍살벌
- 뱀허물쌍살벌
  - 큰뱀허물쌍살벌(뱀허물쌍살벌 아종)